# Девладівська сільська територіальна громада
Девладівська сільська територіальна громада — територіальна громада в Україні, в Криворізькому районі Дніпропетровської області. Адміністративний центр — село Девладове.
Площа громади — 254 км², населення — 3671 мешканець (2018) (без Ордо-Василької с/р).
Утворена 22 серпня 2017 року шляхом об'єднання Девладівської, Мар'є-Дмитрівської та Першотравенської сільських рад Софіївського району.
У 2020 році приєднана Ордо-Василівська сільська рада.

## Населені пункти
У складі громади 34 села:
- Андріївка
- Вербове
- Веселе Поле
- Водяне
- Володимирівка
- Ганно-Миколаївка
- Гончарове
- Грушки
- Девладове
- Довгівка
- Зав'ялівка
- Зелений Гай
- Ковалеве
- Кодак
- Козацька Слобода
- Кринички
- Криничувате
- Любе
- Макорти
- Мар'є-Дмитрівка
- Мар'є-Костянтинівка
- Мар'ївка
- Мотина Балка
- Нова Зоря
- Новомихайлівка
- Олександрівка
- Ордо-Василівка
- Південне
- Поле
- Потоцьке
- Райполе
- Сергіївка
- Спокій
- Яр